# لا آمتیا د مار
لا آمتیا د مار (به اسپانیایی: L'Ametlla de Mar) یک شهرستان در اسپانیا است که در کاتالونیا واقع شده‌است.

## خصوصیات
لا آمتیا د مار ۶۶٫۸۷ کیلومترمربع مساحت و ۷٬۵۹۴ نفر جمعیت دارد و ۱۹ متر بالاتر از سطح دریا واقع شده‌است.